# Broons-sur-Vilaine
Ne doit pas être confondu avec Broons.
Broons-sur-Vilaine est une ancienne commune d'Ille-et-Vilaine qui fait aujourd'hui partie de la commune de Châteaubourg.

## Toponymie
Le nom de la localité est attesté sous les formes Broon en 1205, Broun en 1207, Brohon en 1368.
Il pourrait procéder du mot gaulois brenn (I.E montagne) ou d'un nom en bragon- se rattachant alors au sens de boue, marais. Le bourg est situé sur une pente non loin de la Vilaine.

## Histoire

### Antiquité et Moyen-Âge
Broons a une origine ancienne : le bourg s'est développé progressivement dès la fin du XIe siècle en bordure de l'ancienne voie romaine allant de Vindunum (Le Mans) à Condate Redonum (Rennes). Cette voie romaine passait par Vitré, Saint-Melaine, la chaussée de l'étang de Broons, Tatoux,Acigné.

### Époque moderne
Une confrérie de saint Eutrope existait à Broons, se réunissant dans l'ancienne église paroissiale.
En 1782, les généraux [assemblées paroissiales] de Saint-Jean-sur-Vilaine, Saint-Didier, Domagné, Châteaubourg, Broons, Servon et Brécé se plaignent : « la corvée des grands chemins [la route de Rennes à Paris] est un fardeau d'autant plus onéreux pour les habitants des campagnes qu'ils y sont les seuls assujettis, qu'ils sont forcés de se livrer à un travail qu'elle exige dans les tems [temps] de l'année les plus précieux pour eux ».
Jean-Baptiste Ogée décrit ainsi Broons-sur-Vilaine en 1778 :

« Broons-sur-Vilaine, à trois lieues trois-quart à l'est-nord-est de Rennes, son évêché et son ressort ; à tois lieues trois-quart de Vitré, sa subdélégation ; on y compte 450 communiants. La cure est à l'alternative. Ce territoire est plein de landes et de bois ; on y voit la forêt du Prince, les bois de Chevillé et de la Corbière ; de manière qu'il y a peu de terres en labeur, peu de prairies, mais beaucoup d'arbres à fruits. »

### Révolution française
L'assemblée du corps politique de Broons en vue des États généraux de 1789 se déroula le 5 avril 1789 sous la présidence de Pierre-Anne Péan, procureur fiscal de Broons, en présence de 14 paroissiens, des notables. Pierre Fouquet, fut élu pour représenter la paroisse à l'assemblée du tiers-état de la sénéchaussée de Rennes. Un cahier de doléances fut rédigé (consultable sur un site Internet).
Jean Hacquart, vicaire de Broons en 1768, en devint le recteur en 1772 (à la mort de son prédécesseur Julien Colliot) ; prêtre réfractaire, il fut emprisonné dans l'abbaye Saint-Melaine de Rennes en 1792, puis s'exila à Jersey ; il redevint recteur de Broons après le Concordat en 1803 jusqu'à son décès en 1821.
Le 1er prairial an VI (20 mai 1798) le bruit se répandit à Servon que 16 hommes armés de fusils doubles avaient été vus la veille au château de la Baluère en Broons. Le citoyen Briand, de Servon, convoqua aussitôt les commandants et capitaines de la Garde nationale, qui rassemblèrent 60 hommes bien armés qui, divisés en trois colonnes, firent une battue générale dans les bois des alentours et arrêtèrent deux déserteurs au village du Gros-Chêne, lesquels furent conduits à Châteaubourg.

### LeXIXesiècle

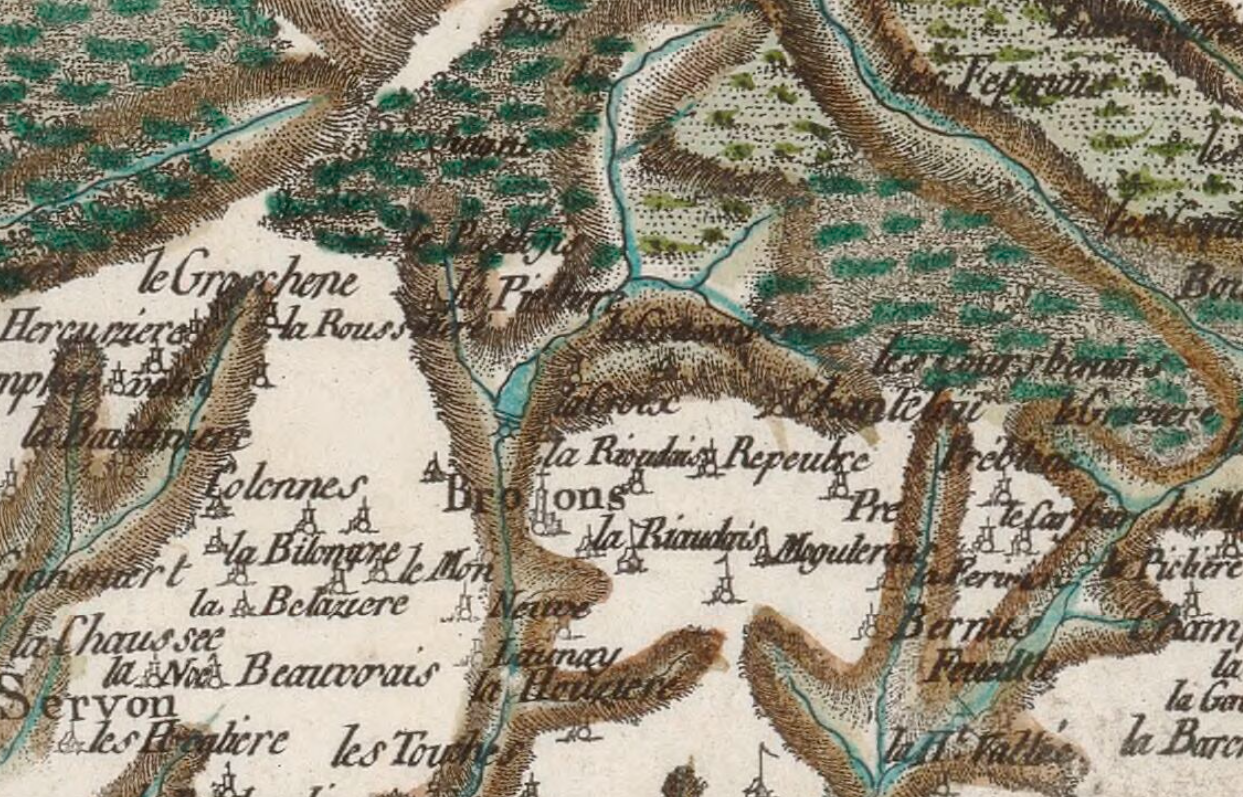
Carte de Cassini de la paroisse de Broons [Broons-sur-Vilaine] (1803).

Supprimée lors de la Révolution française, la paroisse de Broons fut rétablie après le Concordat en 1803, supprimée en 1815 (incorporée à celle de Chateaubourg) et rétablie en 1820.

#### Un recteur bàtisseur
Julien-Marie Daniel, recteur de Broons à partir de 1825, fut un prêtre très actif, qui fit construire dès 1827 une sacristie (l'église paroissiale n'en avait pas), édifier un clocher neuf (pour remplacer le vieux clocher qui se trouvait au milieu de l'église) inauguré le 8 août 1828 (le recteur demanda aux propriétaires de fournir le bois et aux paysans de faire les charrois nécessaires), un nouveau presbytère en 1833 ; il fit bénir deux cloches, l'une en 1835, l'autre en 1836. Le 23 avril 1843, prenant l'initiative contre l'avis de nombreux paroissiens, il fit abattre l'ancienne église, qu'il trouvait trop petite, et commença à faire construire la nouvelle sans même avoir obtenu l'accord des autorités administratives compétentes et au début sans architecte entre 1844 et 1847 ; l'église fut construite avec des pierres issues des carrières de la Forêt de la Corbière, transportées par les paroissiens. Il légua aussi à la paroisse une école privée.

#### Broons décrit en 1843
A. Marteville et P. Varin, continuateurs d'Ogée, décrivent ainsi Broons en 1843 :

« Broons-sur-Vilaine : ancienne paroisse de ce nom ; aujourd'hui succursale ; sous l'invocation de saint Martin, fêté le 4 juillet. (...) Principaux villages : les Pialières, la Grafardière, Mégalleray, les Hautes et les Basses Feugettes, la Baluère, Launay, Guinard, la Riaudais. Superficie totale : 1 171 hectares 56 ares dont (...) terres labourables 416 ha, prés et pâturages 98 ha, bois 418 ha, vergers et jardins 20 ha, landes et incultes 185 ha, étangs 8 ha (...). Moulin : 1 (du Pont de pierre ; à eau). La commune est traversée nord-sud par le petit ruisseau qui sort de l'étang de Pont de pierre, dont il porte le nom. Géologie : schiste argileux. On parle le français [en fait le gallo]. »

#### Les loups vers le milieu duXIXesiècle
Les loups faisaient alors des ravages dans les campagnes comme en témoigne cet extrait datant de 1842 :

« M. le comte de Châteaubourg, lieutenant de louveterie du département d'Ille-et-Vilaine, vient encore de donner une nouvelle preuve de son activité infatigable pour la destruction des loups. Vendredi dernier, deux louves ont été tuées devant sa meute, après plusieurs heures de la chasse la plus brillante. M. le comte de Châteaubourg a été aidé, dans cet heureux résultat, du concours des chasseurs de Saint-Aubin-du-Cormier et de Vitré, auxquelles a bien voulu se joindre un officier de notre garnison. Ces louves ont été lancées et tuées dans le bois de la Corbière, situé commune de Broons, arrondissement de Vitré. Cette destruction est d'autant plus importante pour le pays que depuis longtemps, et surtout cette année, nos campagnes souffraient beaucoup du ravage de ces animaux. »

En 1851, le journal La Presse écrit :

« Les loups commencent à s'agiter dans les forêts enclavées entre les bourgs de La Bouëxière, Servon, Dourdain, Marpiré, Broons et Saint-Jean-sur-Vilaine, et la gendarmerie de Châteaubourg a déjà eu à constater de graves dégâts. Ces redoutables animaux paraissent jusqu'à présent sortir plus particulièrement de la forêt de la Corbière. Le 31 décembre [1850], un cheval et un poulain ont été dévorés sur le territoire de Saint-Jean, et une génisse sur celui de Broons. Les loups doivent être nombreux, car on entend beaucoup de hurlements dans les campagnes. On a rencontré, dans la commune de Broons, une louve et quatre louveteaux. »

En juin 1876, 31 habitants de Broons-sur-Vilaine, hostiles à l'enseignement laïque, signent une pétition déposée à l'Assemblée nationale par le député monarchiste Henri de Kergariou et protestant contre les mesures gouvernementales en faveur de la liberté de l'enseignement.

#### Le manoir de la Baluère
En 1777, Jean-Thomas de Lorgeril, seigneur de la Motte-Beaumanoir, capitaine de vaisseau, épousa Louise de Kermarec de Traurout, fille du seigneur de la Baluère.
Le baron Eugène Hercule Corbineau, fils de Marie Louis Hercule Corbineau, baron d'Empire et de Reine Rose de Kermarec de Traurout (fille de François Claude de Kermarec de Traurout, conseiller au Parlement de Bretagne) ; il habitait le manoir de la Baluère [Balluère] vers 1870 ;  il fut inhumé à Broons le 30 novembre 1877. Il avait fait restaurer le château de la Baluère, dont il avait hérité, en 1846.

#### La modification du nom de la commune en 1860
Broons fut nommé officiellement Broons-sur-Vilaine en 1860[réf. souhaitée]. Cependant, le territoire de l'ancienne commune de Broons n'a jamais touché la Vilaine.
Amédée Guillotin de Corson cite deux chapelles : la chapelle des Brûlais (bâtie par Raoul Martin, sieur de la Jartais et des Brûlais, bénie en 1603 (mais détruite avant 1883) et la chapelle de la Balluère, construite par les seigneurs du même nom et attenante à leur manoir.

### LeXXesiècle

#### La Belle Époque
Une carte postale d'Edmond Mary-Rousselière représente l'église paroissiale Saint-Martin au début du XXe siècle.

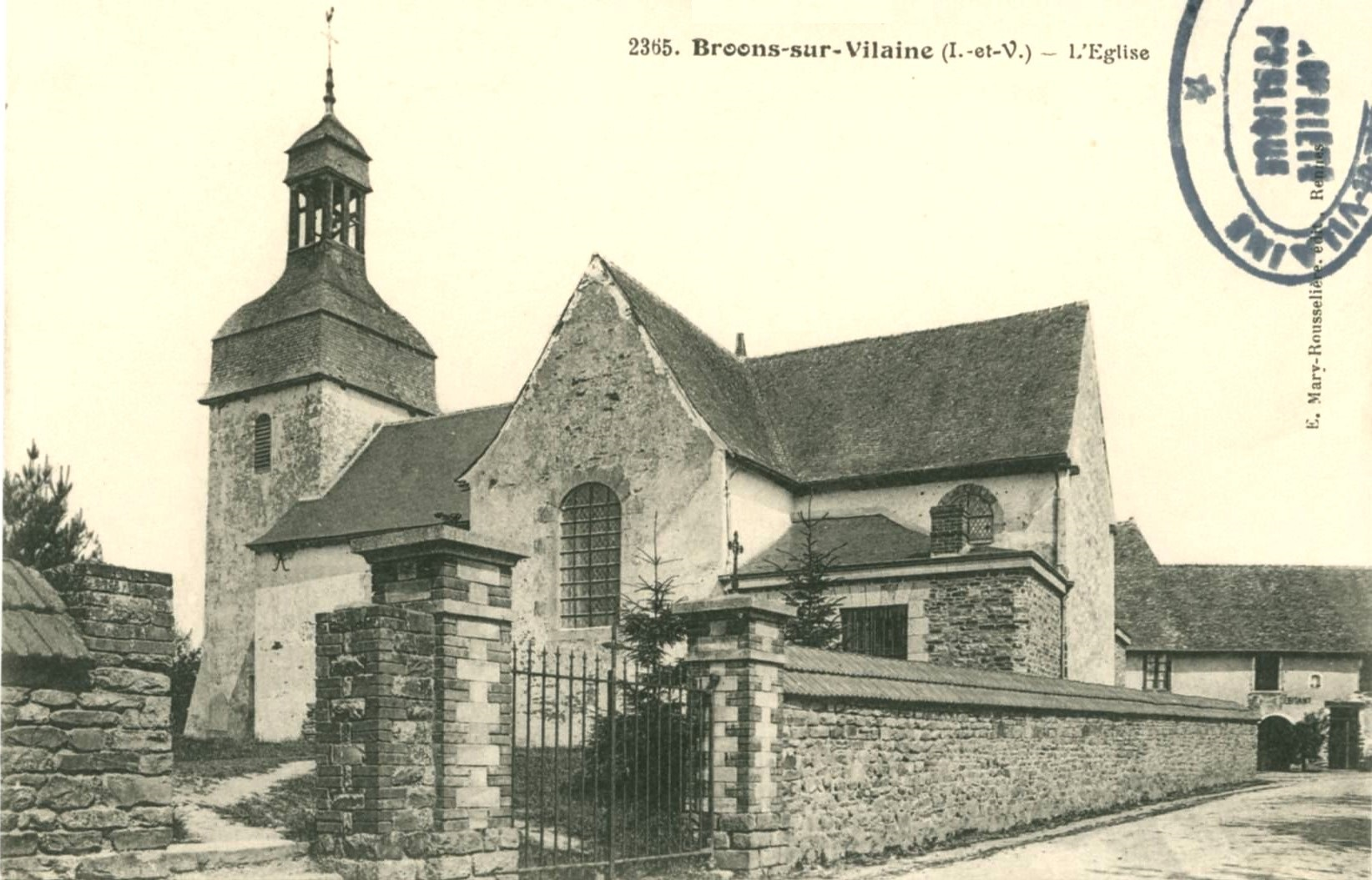
Broons-sur-Vilaine ː l'église paroissiale Saint-Martin au début du XXe siècle (carte postale E. Mary-Rousselière).

#### La Première Guerre mondiale
Le monument aux morts de Broons-sur-Vilaine porte les noms de 21 soldats morts pour la France pendant la Première Guerre mondiale ; parmi eux, un (Pierre Busnel) est mort en 1914 sur le front belge, la plupart des autres sont morts sur le sol français.

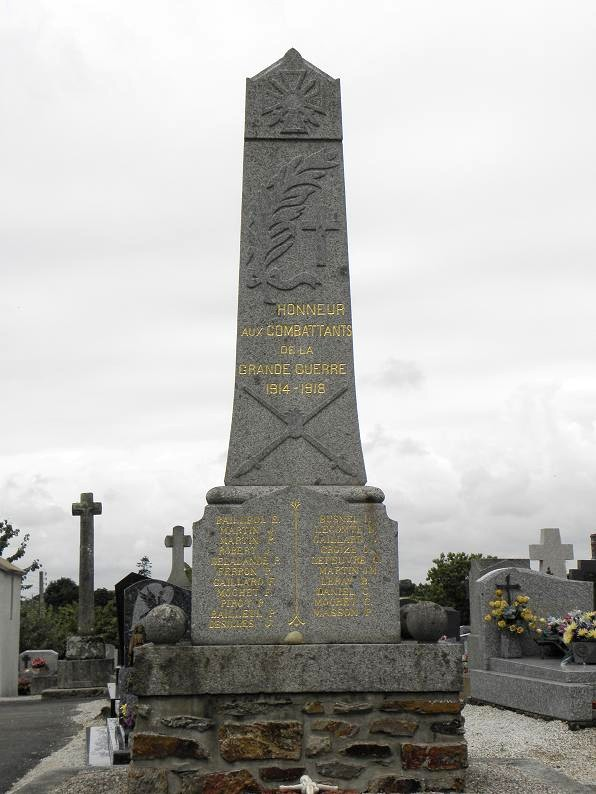
Le monument aux morts de Broons-sur-Vilaine

#### L'Entre-deux-guerres
Le 12 avril 1933, un grave incendie se déclara en forêt de Chevré ; « les cloches des églises de Broons, Châteaubourg et La Bouëxière ont sonné le tocsin, et toutes les populations avoisinantes, sous la direction des gendarmes et des pompiers des bourgades voisines, ont attaqué le fléau (...). En trois heures, 350 ha de bois et de landes ont été détruits ».

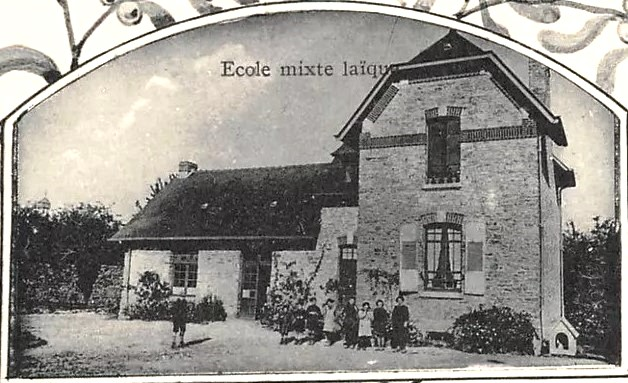
Broons-sur-Vilaine : l'école mixte laïque vers 1930.

Alors que la France connaissait à cette époque une importante baisse de la natalité, Broons-sur-Vilaine constituait une exception, illustrée oar un article publié le 28 janvier 1944 par le journal L'Ouest-Éclair et titré : « Sur 380 habitants, Broons-sur-Vilaine compte 195 moins de 20 ans », qui précise : « Les familles nombreuses sont la règle », citant comme exemple celle du maire, Charles Martin, exploitant agricole, qui compte 5 filles et 8 garçons ; l'article indique aussi que pour la décade 1923-1933 ka commune a enregistré 126 naissances et seulement 48 décès, précisant aussi : « on émigre peu : quelques religieuses ou missionnaires, quelques rares petits fonctionnaires, quelques fils d'artisans qui s'en vont ouvriers à la ville ; on reste fidèlement attaché à la terre (...). Par contre ont trouvé, à Broons, droit de cité, des Finistériens venus comme bûcherons ou charbonniers dans la forêt de Chevré.

#### La Seconde Guerre mondiale
Le monument aux morts de Broons-sur-Vilaine porte les noms de 4 personnes mortes pour la France pendant la Seconde Guerre mondiale : parmi elles, Isidore Delaunay, soldat au 270e régiment d'infanterie, tué pendant la Débâcle lors des combats de la Poche de Dunkerque le 3 juin 1940 à Leffrinckoucke et Jean Fauvel, soldat au 71e régiment d'infanterie, mort le 2 mars 1945 en captivité en Allemagne.
Le 1er avril 1944 Eugène Ronée, de Broons, fut jeté dans la Vilaine par des militaires allemands et se noya.

### LeXXIesiècle

#### La fusion avec Châteaubourg et Saint-Melaine
La fusion-association entre Broons-sur-Vilaine, Saint-Melaine et Châteaubourg a eu lieu le 1er avril 1973 et est transformé en une fusion simple au 1er janvier 2014.

#### Les travaux de restauration de l'église Saint-Martin
Le 12 décembre 2023 le conseil municipal de Châteaubourg a accepté la nécessité de nouveaux travaux (d'autres avaient déjà été entrepris en 2021) de restauration, le pignon sud de l'église menaçant de s'effondrer.

## Administration et vie politique

### Liste des maires pendant la période d'indépendance communale
| Période                                  | Période    | Identité                 | Étiquette | Qualité |
| ---------------------------------------- | ---------- | ------------------------ | --------- | --- |
|                                          |            |                          |           | |
| avant 1803                               | 1820       | Laurent Guillaume        |           | |
| 1821                                     | 1830       | Jean Le Cocq             |           | Laboureur. |
| 1831                                     | 1841       | René Veillard            |           | Cultivateur. |
| 1841                                     | 1843       | André Le Cocq            |           | Adjoint faisant fonction de maire. Laboureur. Frère de Jean Le Cocq, maire avant 1830.                              |
| 1843                                     | 1865       | Jean Veillard            |           | Cultivateur. Fils de René Veillard, maire entre 1831 et 1841.                                                       |
| 1865                                     | 1870       | Eugène Hercule Corbineau |           | Baron. Habitait le château de la Baluère.                                                                           |
| 1871                                     | 1890       | Charles Martin           |           | |
| 1890                                     | 1919       | Théodore Brossault       |           | Cultivateur. |
| 1920                                     | après 1934 | François Texier          |           | |
|                                          |            |                          |           | |
| avant 1944                               | après 1944 | Charles Martin           |           | Exploitant agricole au lieu-dit "La Croix". Son fils Charles Martin a été maire de Châteaubourg entre 1963 et 1967. |
|                                          |            |                          |           | |
|                                          |            |                          |           | |
| Les données manquantes sont à compléter. |            |                          |           | |

### Liste des maires délégués
| Période                                  | Période          | Identité            | Étiquette | Qualité                       |
| ---------------------------------------- | ---------------- | ------------------- | --------- | ----------------------------- |
| avril 1973                               | mars 1983        | Léon Grégoire       |           |                               |
| mars 1983                                | mars 2001        | Émile Marchand      |           | Exploitant agricole retraité. |
| mars 2001                                | 31 décembre 2013 | Isabelle Sourdrille |           | Chargée d'enquête à l'Urssaf. |
| Les données manquantes sont à compléter. |                  |                     |           |                               |

## Démographie
La population de Broons-sur-Vilaine était de 400 habitants en 1793 ; elle a modérément augmenté jusqu'en 1861, date de son pic démographique, année où la population communale atteint 528 personnes, avant de décliner ensuite, en raison de l'exode rural, jusqu'en 1921, date où elle n'est plus que de 341 habitants ; la population remonte ensuite modérément jusqu'en 1962 avec 424 habitants, le dernier recensement avant l'absorption de la commune par Châteaubourg, celui de 1968, n'indiquant plus que 379 habitants, la commune étant alors moins peuplée qu'elle ne l'était en 1793. La population de la commune associée était de 330 habitants en 2010.

## Monuments et sites
- Croix de cimetière de Broons-sur-Vilaine : en granit, elle comporte un fût octogonal légèrement tronconique, sur une base carrée, avec un socle en pierre. La croix porte un christ sculpté. Elle est inscrite aux monuments historiques depuis le 25 février 1946[29].

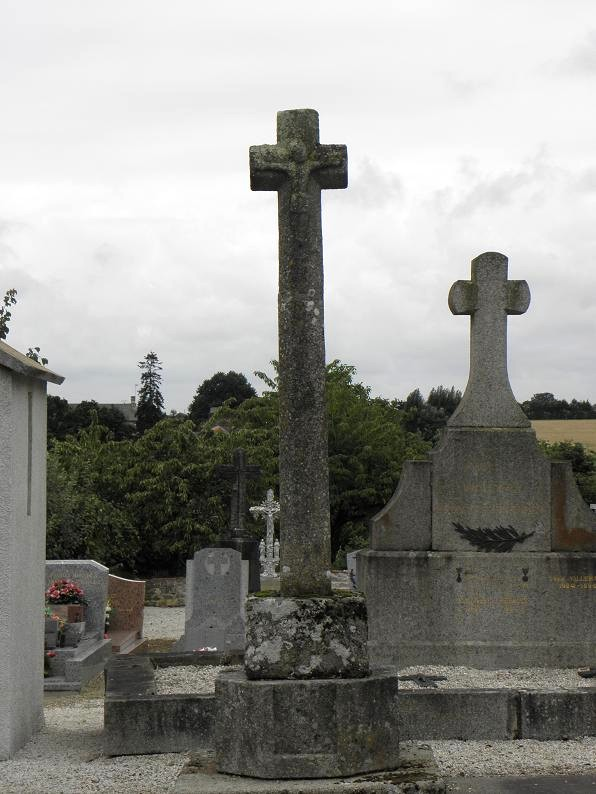
Croix du cimetière de Broons-sur-Vilaine.

- Église Saint-Martin : cette église paroissiale date de 1839 (architecte Auguste Marchand) ; son plan est en forme de croix latine ; son clocher-porche est surmonté d'un campanile recouvert d'une toiture à l'impériale ; son chevet est plat[30].